# Millefiori
Millefiori (italijansko: [milleˈfjoːri]) je oblika steklovine, znana že od antike in steklarska tehnika, ki ustvarja izrazite dekorativne vzorce na stekleni posodi. Izraz millefiori je kombinacija italijanskih besed mille (tisoč) in fiori (rože).  Apsley Pellatt je v svoji knjigi Zanimivosti izdelave stekla prvi uporabil izraz 'millefiori', ki se je leta 1849 pojavil v Oxfordskem angleškem slovarju; pred tem so bile kroglice imenovane mozaične kroglice. Čeprav je uporaba te tehnike znana že dolgo pred izrazom 'millefiori', je zdaj najpogosteje povezana z beneškim steklom. 
Tehnika millefiori se je od poznih 1980-ih uporabljala na polimerni glini in drugih materialih.  Ker je polimerna glina precej upogljiva in je ni treba segrevati in hladiti, da bi jo lahko zlili, je veliko lažji medij, v katerem nastajajo millefiori vzorci kot na steklu. 

## Zgodovina
Italija in vzhodno Sredozemlje sta bila v antiki proizvodni središči tega izdelanega stekla. Bilo je zelo  priljubljeno, zlasti v začetku cesarske dobe. Izdelane so bile različne posode, zlasti krožniki, sklede in skodelice, lahko pa tudi kroglice, dragulji, obeski in miniature. V zgodnjih modernih Benetkah so steklo spet proizvajali v večjem številu. V tem času je steklo dobilo svoje ime.
Predmete, verjetno narejene v Italiji, so našli na arheoloških najdiščih iz 8. stoletja na Irskem.  Millefiori kroglice so bile odkrite pri izkopavanjih v Sandby borgu, Öland, Švedska, očitno iz konca 5. ali začetka 6. stoletja.  Košček millefiorija so našli skupaj z neobdelanimi granati v torbici na anglosaškem pokopališču v Sutton Hoo v začetku 7. stoletja.
Tehnično znanje za ustvarjanje millefiori se je izgubilo že v 18. stoletju, tehnika pa je bila oživljena v 19. stoletju.  V nekaj letih od odkritja tehnike so tovarne v Italiji, Franciji, Nemčiji in Angliji izdelovale millefiori palice. Pogosto so jih vgrajevali v papirnate uteži iz umetnega stekla.
Do 15. stoletja so izdelovalci stekla iz Murana izdelovali samo vlečene rozetne kroglice, narejene iz oblikovanih rozeta palic. Rozetne kroglice so narejene s polaganjem različnih oblik plasti stekla različnih barv v kalup in z vlečenjem mehkega stekla z obeh koncev, dokler palica ni dosegla želene debeline. Nato so jo razrezali na kratke segmente za nadaljnjo obdelavo. 
- Rimski acetabulum iz millefiori stekla z barvnim ornamentom, stopljeno v kalupu; izdelano med 1. st. pr. n. št. in 1. st., vzhodno Sredozemlje; danes v Antični zbirki v Berlinu
- Vrč iz 1900
- Skleda iz 1910
- Papirna utež iz 1950
- Rimsko obdobje,  posoda v millefiori slogu v Museum Höfli, Bad Zurzach
- Delček rimske posode iz mozaičnega stekla, Roman, pozno 1. st. pr. n. št.– zgodnje 1. stoletje, Metropolitan Museum of Art
- Beneška millefiori kroglica

## Izdelava
Millefiori steklo je narejeno tako, da stekleno palico prekrijejo z novimi, različno obarvanimi plastmi stekla ali pa s taljenjem več barvnih steklenih palic v eno večjo. Iz teh palic se nato odrežejo rezine, ki jih v italijanščini imenujejo murrine. Ti ploščice, diski ali trakovi se nato položijo v kalup in nato počasi stopijo. Tako so bile uporabljene tehnike prekrivanja stekla in taljenja. Po ohlajanju nastanejo neprozorne žile, ki imajo enake vzorce tako znotraj kot zunaj.